# Dârmănești, Argeș
Dârmănești este satul de reședință al comunei cu același nume din județul Argeș, Muntenia, România.

## Persoane născute aici
- Ioan Popa (n. 1955), scriitor
- Ioan Dumitrache (n. 1940), inginer.